# Foster, Missouri
Foster är en ort i Bates County i delstaten Missouri, USA.